# هوایتاپالانا
هوایتاپالانا (به اسپانیایی: Huaytapallana) یک کوه در پرو است که در منطقه خونین واقع شده‌است. هوایتاپالانا ۵٬۵۵۷ متر بالاتر از سطح دریا واقع شده‌است.